# Campeonato de Voleibol Femenino de Kazajistán
La Liga Femenina de Voleibol del Kazajistán es una competencia anual para los clubes de voleibol femenino de Kazajistán. Se juega desde la temporada 1992-93.
Las competiciones se organizan en tres divisiones: la Liga Nacional y las ligas mayores "A" y "B".

## Participantes
| Equipo         | Ciudad     | Provincia                |
| -------------- | ---------- | ------------------------ |
| Almaty SVK     | Alma Ata   | Alma Ata                 |
| Altay VC       | Öskemen    | Kazajistán Oriental      |
| Altay VC 2     | Öskemen    | Kazajistán Oriental      |
| VC Astana      | Astaná     | Astaná                   |
| Irtysh Kazxrom | Pavlodar   | Pavlodar                 |
| VC Karaganda   | Karagandá  | Karagandá                |
| Kuanysh VC     | Petropavl  | Kazajistán Septentrional |
| Kuanysh VC 2   | Petropavl  | Kazajistán Septentrional |
| SOTK Turan     | Turquestán | Kazajistán Meridional    |
| Zhetysu VC     | Alma Ata   | Alma Ata                 |
| Zhetysu VC 2   | Alma Ata   | Alma Ata                 |

### Historial
| Años | Campeones            |
| ---- | -------------------- |
| 1993 | Azia-ADK Alma-Ata    |
| 1994 | ADK Alma Ata         |
| 1995 | Pouls Pavlodar       |
| 1996 | Bazis-ADK Alma-Ata   |
| 1997 | Irtych Pavlodar      |
| 1998 | Irtych Pavlodar      |
| 1999 | Alma-Dinamo Alma-Ata |
| 2000 | Astaná-Kanaty Astaná |
| 2001 | Rakhat Alma-Ata      |
| 2002 | Rakhat Alma-Ata      |
| 2003 | Rakhat Alma-Ata      |
| 2004 | Rakhat Alma-Ata      |
| 2005 | Rakhat Alma-Ata      |
| 2006 | Rakhat Alma-Ata      |
| 2007 | Rakhat Alma-Ata      |
| 2008 | Rakhat Alma-Ata      |
| 2009 | Jetysou Taldykorgan  |
| 2010 | Jetysou Taldykorgan  |
| 2011 | Jetysou Taldykorgan  |
| 2012 | Jetysou Taldykorgan  |
| 2013 | Jetysou Taldykorgan  |
| 2014 | Jetysou Taldykorgan  |
| 2015 | Jetysou Taldykorgan  |
| 2016 | Altay VC             |
| 2017 | Altay VC             |
| 2018 | Altay VC             |
| 2019 | Altay VC             |
| 2020 | Jetysou Taldykorgan  |
| 2021 | Altay VC             |
| 2022 | Altay VC             |
| 2023 | En disputa           |